# Grumia flora
Grumia flora är en fjärilsart som beskrevs av Alphéraky 1892. Grumia flora ingår i släktet Grumia och familjen nattflyn. Inga underarter finns listade i Catalogue of Life.